# هوبی سانوندا
هوبی سانوندا (انگلیسی: Hubei Sanonda) شرکت صنایع شیمیایی چینی است، که در سال ۱۹۵۸ تأسیس شد.